# Showaperiode
De Shōwaperiode (昭和時代, Shōwa jidai, letterlijk te vertalen als "periode van verlichte vrede") is een tijdsperiode in de geschiedenis van Japan, die parallel loopt aan de regeerperiode van keizer Shōwa (Hirohito). De periode duurde van 25 december 1926 tot 7 januari 1989, en is daarmee de langste regeerperiode van alle Japanse keizers. Hirohito koos zelf de naam voor de periode van zijn keizerschap. Volgens eigen zeggen kwam de naam van het feit dat hij de Eerste Wereldoorlog in Frankrijk had gezien, en daardoor het belang van vrede besefte. Ironisch genoeg werd de eerste helft van de Showaperiode juist gekenmerkt door oorlogen, waaronder Japans deelname aan de Tweede Wereldoorlog.
Een paar jaar voor de Shōwaperiode was er de aardbeving van Kanto die 140.000 doden teweeg bracht. Naast dit dodental raakte het land hierdoor in een zeer heftige economische crisis wat op zijn beurt weer leidde tot veel volksonrust. Tijdens de Shōwaperiode kwam Japan terecht in een politiek totalitarisme als gevolg van de instorting van het kapitalisme en de dreiging van het communisme. In 1937 brak de Tweede Chinees-Japanse Oorlog uit. In 1941 opende Japan de aanval op het oosten van Azië, en viel de Amerikaanse haven Pearl Harbor aan. In augustus 1945 werd Japan getroffen door de enige twee aanvallen met atoombommen die ooit zijn uitgevoerd.
De nederlaag in de Tweede Wereldoorlog bracht voor Japan grote veranderingen met zich mee. Voor het eerst in de geschiedenis van het land werd Japan bezet door buitenlandse troepen. Deze bezetting duurde zeven jaar. De bezetting door de geallieerde troepen bracht grote democratische veranderingen met zich mee. In 1952 werd Japan weer een soevereine staat.
De rest van de Showaperiode verliep voor Japan een stuk gunstiger. De jaren 60 en 70 werden gekenmerkt door economische voorspoed, waardoor het land al snel de op een na grootste economie ter wereld werd.
De Showaperiode wordt tegenwoordig vaak onderverdeeld in drie losse periodes: de militaire periode, de periode dat de geallieerden het land bezetten, en de periode na de bezetting.

## Omrekening naar de gregoriaanse kalender
| Shōwa       | 1    | 2    | 3    | 4    | 5    | 10   | 15   | 20   | 25   | 30   | 35   | 40   | 45   | 50   | 55   | 60   | 64   |
| ----------- | ---- | ---- | ---- | ---- | ---- | ---- | ---- | ---- | ---- | ---- | ---- | ---- | ---- | ---- | ---- | ---- | ---- |
| Gregoriaans | 1926 | 1927 | 1928 | 1929 | 1930 | 1935 | 1940 | 1945 | 1950 | 1955 | 1960 | 1965 | 1970 | 1975 | 1980 | 1985 | 1989 |